# Le astuzie femminili
Le astuzie femminili è un melodramma giocoso composto da Domenico Cimarosa su libretto di Giuseppe Palomba. Fu messa in scena la prima volta al Teatro dei Fiorentini di Napoli il 26 agosto 1794; questo fu il suo secondo lavoro teatrale dal suo ritorno a Napoli avvenuto verso la metà dell'anno precedente, dalla quale città rimase lontano per circa 6 anni.
Questa opera è generalmente considerata una delle migliori di Cimarosa.

## Trama
La romana Bellina è fidanzata con Filandro, che però non può sposare, in quanto il padre appena deceduto ha dichiarato nel testamento che ella potrà ricevere la legittima eredità solo se sposerà il napoletano Giampaolo. A ingarbugliare ulteriormente la vicenda il dottor Romualdo, il tutore di Bellina, anch'egli innamorato di lei. 
Sarà grazie all'aiuto della cameriera Ersilia e della governante Leonora, e dopo aver impiegato ogni sorta di stratagemma, sotterfugio e travestimento, che Bellina riuscirà alla fine a sposare il suo amato Filandro.

## Considerazioni sull'opera
L'opera si apre con una brillante e giocosa sinfonia, nella quale compare una melodia russa che Cimarosa aveva avuto occasione di conoscere durante il suo soggiorno alla corte dell'imperatrice Caterina la Grande. Nonostante la vivacità di questo motivo russo, Il musicologo Andrea Della Corte vi intravede un carattere patetico, carico di malinconia e con una cadenza tenera e dolente.
Il primo atto si apre con un quartetto di Romualdo, Bellina, Filandro ed Ersilia, il quale presenta un carattere grazioso e scorrevole. seguono un'aria divertente di Giampaolo, una gentile di Filandro, quella di Bellina, Sono allegra, son contenta, piena di grazia e molto ricca di trilli e gorgheggi e l'aria di Ersilia D'amor la face turba la pace, che presenta una fresca e gentile vena melodica. Dopo una aria di Giampaolo e un quartetto si giunge al brioso finale che conclude l'atto.
Un festoso terzetto apre il secondo atto. Ne segue la comica aria di Romualdo Io son dottor in legge, e son dei scrupolosi e il commovente duetto di Filandro e Bellina, del quale il Della Corte scrisse: Questo duetto è il punto culminante dell'opera, è la pagina migliore, la più commossa; una spontanea, calda effusione lirica cimarosiana, in cui modestia di personaggi, povertà di rime, angustia di situazione scenica, sono assorbiti e rinascono trasformati dall'affettuosa espressione musicale di Cimarosa. Siamo giunti con Cimarosa ai margini fioriti del romanticismo, a quelli stessi ove, stroncata, s'era fermata la giovinezza di Mozart. Dopo alcune arie e cavatine valide si giunge al finale che è caratterizzato dalla ripresa del tema russo, già presentato nella overtura dell'opera, il quale viene usato come tema principale del ballo, che anticipa la stretta del finale.

## Discografia
- Domenico Cimarosa, Le astuzie femminili, Mario Rossi, Orchestra Alessandro Scarlatti - Allegro Corporation (2 CD)
- Domenico Cimarosa, Le astuzie femminili, Massimo de Bernart, Orchestra del Festival di Martina Franca – Fonit-Cetra (2 CD)